# Barbus viktorianus
Barbus viktorianus är en fiskart som beskrevs av Lohberger 1929. Barbus viktorianus ingår i släktet Barbus och familjen karpfiskar. IUCN kategoriserar arten globalt som otillräckligt studerad. Inga underarter finns listade.